# ویکتور خریستنکو
ویکتور خریستنکو (روسی: Ви́ктор Бори́сович Христе́нко؛ زادهٔ ۲۸ اوت ۱۹۵۷) یک سیاست‌مدار اهل روسیه است.